# Championnat du Niger de football 2021-2022
Navigation
Édition précédente Édition suivante
La saison 2021-2022 du Championnat du Niger de football est la cinquante-deuxième édition de la Super Ligue, le championnat national de première division au Niger. Les quatorze équipes engagées sont regroupées au sein d'une poule unique où elles affrontent deux fois leurs adversaires, à domicile et à l'extérieur. En fin de saison, les deux derniers du classement final sont directement relégués et remplacés par les deux meilleures formations de deuxième division.
L'US Gendarmerie Nationale est le tenant du titre, l'ASN Nigelec FC termine à la première place à la fin de la saison et remporte son premier titre de champion.

## Qualifications continentales
Le champion du Niger se qualifie pour la Ligue des champions de la CAF 2022-2023. La place en Coupe de la confédération 2022-2023 est réservée au vainqueur de la Coupe du Niger. Si un club réalise le doublé, c'est le finaliste de la Coupe qui obtient son billet pour la compétition.

## Participants
- AS Douanes
- ASGNN
- ASFAN Niamey
- Urana FC
- AS Police
- US Gendarmerie Nationale
- AS Sonidep
- Racing Boukoki
- ASN Nigelec FC
- Sahel SC
- Olympic FC
- Espoir FC
- Akokana FC
- JS Tahoua FC

## Compétition

### Classement
Le classement est établi sur le barème de points suivant : victoire à 3 points, match nul à 1, défaite à 0.
| Rang | Équipe                     | Pts | J  | G  | N  | P  | Bp | Bc | Diff |
| ---- | -------------------------- | --- | -- | -- | -- | -- | -- | -- | ---- |
| 1    | ASN Nigelec FC             | 57  | 26 | 17 | 6  | 3  | 29 | 9  | +20  |
| 2    | AS Douanes C               | 50  | 26 | 13 | 11 | 2  | 31 | 13 | +18  |
| 3    | US Gendarmerie Nationale T | 42  | 26 | 12 | 6  | 8  | 35 | 23 | +12  |
| 4    | ASGNN                      | 42  | 26 | 12 | 6  | 8  | 29 | 23 | +6   |
| 5    | Espoir FC                  | 34  | 26 | 9  | 7  | 10 | 31 | 32 | -1   |
| 6    | ASFAN Niamey               | 32  | 26 | 7  | 11 | 8  | 27 | 25 | +2   |
| 7    | JS Tahoua FC P             | 32  | 26 | 8  | 8  | 10 | 27 | 28 | -1   |
| 8    | AS Police                  | 31  | 26 | 8  | 7  | 11 | 30 | 28 | +2   |
| 9    | Sahel SC                   | 30  | 26 | 8  | 6  | 12 | 26 | 34 | -8   |
| 10   | Olympic FC                 | 30  | 26 | 7  | 9  | 10 | 18 | 28 | -10  |
| 11   | Akokana FC P               | 29  | 26 | 7  | 8  | 11 | 23 | 28 | -5   |
| 12   | Urana FC                   | 29  | 26 | 6  | 11 | 9  | 20 | 27 | -7   |
| 13   | AS Sonidep                 | 26  | 26 | 5  | 11 | 10 | 18 | 32 | -14  |
| 14   | Racing Boukoki             | 24  | 26 | 5  | 9  | 12 | 19 | 33 | -14  |

|  | Qualification pour la Ligue des champions de la CAF 2022-2023                         |
|  | Qualification pour la Coupe de la confédération 2022-2023                             |
|  | Relégation directe en deuxième division                                               |
|  | T : Tenant du titre C : Vainqueur de la Coupe du Niger P : Promu de Deuxième division |

## Bilan de la saison
| Championnat du Niger de football 2021-2022 |                            |
| Champion                                   | ASN Nigelec FC (1er titre) |
| Coupes et trophées                         |                            |
| Vainqueur de la Coupe du Niger 2021-2022   | AS Douanes                 |
| Qualifications continentales               |                            |
| Ligue des champions de la CAF 2022-2023    | ASN Nigelec FC             |
| Coupe de la confédération 2022-2023        | AS Douanes                 |
| Promotions et relégations                  |                            |
| Promus en Super Ligue                      |                            |
| Relégués en Deuxième division              | AS Sonidep                 |
| Relégués en Deuxième division              | Racing Boukoki             |